# Фряново
Фря́ново (рос. Фряново) — селище міського типу у складі Щолковського міського округу Московської області, Росія.

## Населення
Населення — 11243 особи (2010; 11180 у 2002).